# Apollonia (Kyrenaika)

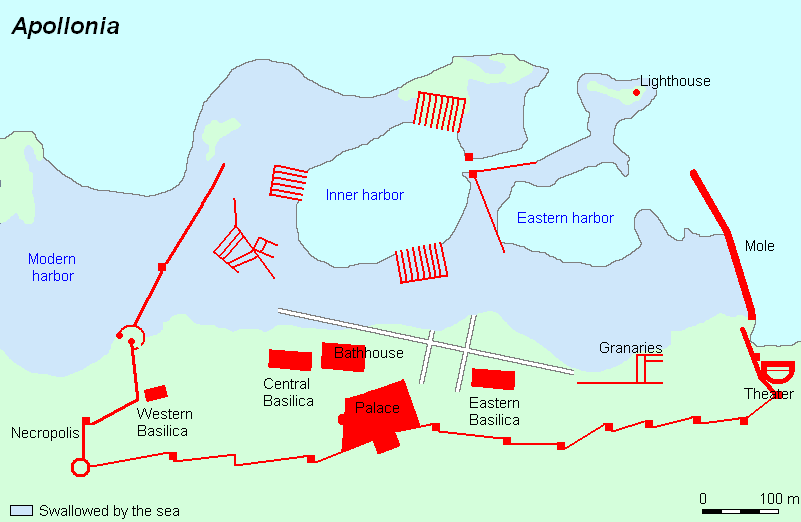
Untergegangene Stadtteile beim Erdbeben von 365 n. Chr.

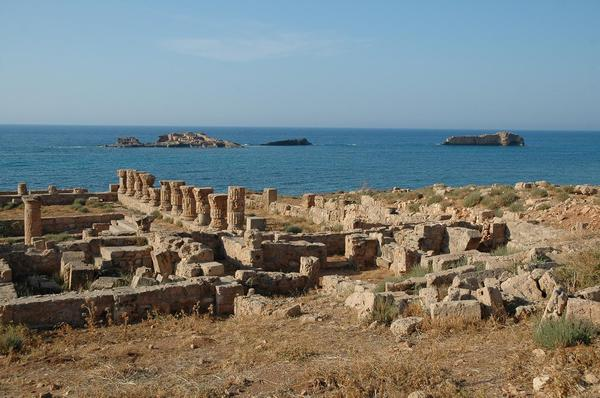
Reste eines Badehauses vor dem versunkenen Hafenbecken

Apollonia war eine antike griechische Hafenstadt in der Kyrenaika, das heutige Susah im Distrikt al-Dschabal al-Achdar in Libyen.
Apollonia wurde wohl im späten siebenten oder frühen sechsten Jahrhundert v. Chr. als Hafen von Kyrene gegründet, wurde jedoch erst in späthellenistischer Zeit zu einer eigenständigen Stadt. Von der frühen Stadt ist nur wenig erhalten, da diese von  der byzantinischen überbaut wurde. Zentrum von Apollonia waren zwei Seehäfen, einer im Osten und einer im Westen, diese waren durch Inseln und Landzungen besonders geschützt. Auf einer der Inseln stand ein Leuchtturm. Die eigentliche Stadt hatte eine Akropolis, die nur schlecht erhalten ist, ein Theater und ein Bad. Ein Aquädukt versorgte Apollonia mit Wasser. Im zweiten vorchristlichen Jahrhundert erhielt sie Stadtmauern, deren Hauptaufgabe der Schutz des Hafens war. Im ersten vorchristlichen Jahrhundert wurde Apollonia römisch.
Mindestens seit 359 trug die Stadt auch einen neuen Namen: Sozusa. Die Stadt wurde bei einem Erdbeben von 365 schwer in Mitleidenschaft gezogen, Teile des Stadtgebiets versanken im Meer. Im fünften Jahrhundert wurde die Provinzhauptstadt von Ptolemais nach Apollonia versetzt. Mit der Erhebung zur Provinzhauptstadt erhielt die Stadt bedeutende Bauwerke, wie verschiedene Basiliken und den Palast des hier residierenden Dux. Unter Kaiser Justinian I. wurde die Stadt erneut befestigt, verlor aber schon vor Ankunft der Araber an Bedeutung und wurde dann ganz verlassen.